# 斯特里姆巴 (拉希夫區)
48°2′39″N 23°54′57″E / 48.04417°N 23.91583°E
斯特里姆巴（烏克蘭語：Стримба），是烏克蘭的村落，位於該國西部外喀爾巴阡州，由拉希夫區負責管轄，始建於1967年，面積6平方公里，海拔高度413米，2001年人口1,340，人口密度每平方公里223人。